# 六科
六科，中國古代朝廷的中央機構之一，即吏科、戶科、禮科、兵科、刑科與工科。在明朝，在體制上即為監察約制吏部、戶部、禮部、兵部、刑部、工部各部會的制衡機構。
明洪武六年（1373年）門下省设给事中十二员，分为吏、户、礼、兵、刑、工六科。明洪武十三年罷門下省僅留六科、尋隸翰林院承敕監，改隸通政司。六科加置諫院，設左右司諫各一人，左右正言各二人，後改名「元士」，又曰「士源」，或增至八十一人。明洪武二十四年、始更定六科給事中品秩。每科設都給事中一人。正八品。左右給事中二人從八品。翰林院庶吉士，其中有一部分人即被指定培養为六科給事中，這些人被稱為「六科庶吉士」，可見明太祖對其十分重視。明洪武三十三年定制，六科各设都给事中一人，为正七品；给事中从七品。所謂給事中為給事於殿廷之中。六科給事中的职责是「掌侍从、规谏、补阙、拾遗、稽察六部百司之事」发出的制敕，给事中要对之进行复核，看其中有无不妥之处。如有发现，可以封还并奏报。又廠衛須持有刑部簽發並經刑科給事中批定之「駕帖(逮捕令)」方可逮捕人犯，不得擅自緝捕，若刑科給事中遏止不批駕帖，即便皇帝亦無可耐何。
1723年起，六科改隸都察院，設給事中、筆帖式等官職。此機構位階小，權重。尤其封駁權，更是如此。1910年代，清朝滅亡後，該機構廢除。

### 引用
1. ↑  《大明會典》卷之二百十三‧六科
2. ↑  《明史》卷七十四‧職官三
3. ↑  《明會要》卷六七：「廠衛有所逮，必取原奏情事送刑部發簽駕帖。駕帖發下，須從刑科批定。若科中遏止，即主上亦無如之何。」